# Hôtel Peilhon de Faret
L' Hôtel Peilhon de Faret est un bâtiment à Avignon, dans le département de Vaucluse.

## Histoire
Simon Peilhon, marchand taffetassier a acheté une maison rue du Puits-de-la-Rappe en 1687. Il a acheté ensuite deux autres maisons contigües. Pour les remplacer par une maison unique, il a donné un prix-fait à Paul Rochas, maçon, en 1687 et 1688. Ayant acheté la terre de Faret, il s'est fait appelé Peilhon de Faret.
En 1711, son fils, Georges-Simon Peilhon, seigneur de Faret, a reconstruit les maisons sur la rue du Puits-de-la-Rappe. Puis, ayant acheté une charge de conseiller-secrétaire du roi, il a quitté Avignon pour s'installer à Paris, rue Neuve-des-Petits-Champs. Il y a réuni une collection de plus de 80 tableaux. Son fils, Pierre-Gabriel Peilhon (1700-1762), secrétaire du roi et fermier-général, ayant épousé en 1726 une Avignonnaise, Françoise d'Anfossy, est revenu habité rue de Rappe. Il a commandé à Joseph Vernet, en 1751, une Vue d'Avignon réalisée vers 1756-1757,,. Son fils, Simon-Narcisse, inspecteur des douanes à Calais, a vendu l'hôtel en l'an II.
En 1838, l'hôtel est acheté par Berton, marchand de fers, qui transforme l'hôtel pour en faire une installation commerciale.
Il subsiste à l'intérieur deux atlantes qui sont inspirés par ceux de Pierre Puget placés à l'entrée de l'hôtel de ville de Toulon.

## Protection
Les cariatides situées à l'intérieur de l'hôtel ont été inscrites au titre des monuments historiques le 4 octobre 1932, les façades et les toitures sur les rues, sur la place et sur la cour intérieure, le plafond au décor de stuc situé au deuxième étage ont été inscrits au titre des monuments historiques le 6 juin 1988.